# العلاقات القبرصية المصرية
العلاقات المصرية القبرصية تشير إلى العلاقات الثنائية بين قبرص ومصر والتي تأسست فور اعلان قبرص استقلالها عام 1960. لقبرص سفارة في القاهرة ولمصر سفارة في نيقوسيا.

## العلاقات السياسية
أثناء لقاء على المستوى الوزاري للبلدين، عقد في أبريل 2009، نوقشت سبل تنمية العلاقات المشتركة، والخطط التي من شأنها زيادة التعاون بين البلدين في مجالات السياحة والطاقة.كان هناك حديث عن زيادة الواردات القبرص من الغاز الطبيعي، مصر تستخدم قبرص كجسر للصادرات إلى أوروبا وهناك أفاق لتدريب المهندسين القبارصة نظرائهم المصريين على تقنيات أستخراج النفط والغاز الطبيعي.و في بداية 2013 اعتذرت قبرص لمصر بسبب أعتداء الشرطة القبرصية علي سفيرة مصر في قبرص منحة باخوم,مما دفع السفيرة صفع شرطية قبرصية.

## الغارة المصرية على مطار لارنكا الدولي
في 19 فبراير 1978، أغارت قوات مصرية على مطار لارنكا الدولي، بالقرب من لارنكا، في قبرص. تدخلت القوات المصرية في محاولة لتحرير رهائن عملية خطف. حيث قام مغتالون بقتل الاديب يوسف السباعي وزير الثقافة في عهد السيد الرئيس أنور السادات. احتجز المختطفون بعد ذلك عددا من العرب الذين كانوا يحضرون مؤتمرا في نيقوسيا. كانت القوات القبرصية تحاول التفاوض مع المختطفين في المطار، وفي أثناء ذلك قررت السلطات المصرية إرسال قوات من الوحدة 777 قتال، دخلت القوات المصرية بعد استئذان السلطات القبرصية وشنت هجوما على المطار. وبطريقة غريبة قامت القوات القبرصية بالاشتباك مع القوات المصرية، ونتيجة لذلك، انقطعت العلاقات السياسية بين مصر وقبرص لسنوات عدة.

## العلاقات الاقتصادية
بلغت قيمة الصادرات القبرصية المحلية لمصر في عام 2009 إلى 13315000 € ، وهو ما يمثل حوالي 2,8 ٪ من صادرات الإجمالية من قبرص. نتيجة لهذا قد صنفت مصر في 2009 والسوق الخارجي أهم المنتجات القبرصية.
على رأس قائمة من المنتجات المصدرة إلى مصر في عام 2009، كان التبغ (39.05 ٪)، تليها السفن (30.84 ٪)، وبقايا الطعام (5.57 ٪) والآلات (4.75 ٪)، والمركبات (4.54 ٪)، الملح (2.84 ٪)، والنفط (2,34 ٪)، الأحذية (2.06 ٪)، الخضروات (0,95 ٪)، والمواد الكيميائية العضوية (0.91 ٪)، الحديد والصلب (0.90 ٪)، منتجات الألبان (0.57 ٪)، الأثاث (%2 0.5).
وبلغ إجمالي الواردات من مصر إلى قبرص في 2009 ، إلى € 57281096 مقارنة مع 57837422 € في 2008 ، مما يدل على انخفاض طفيف من -1 ٪. وعلاوة على ذلك، زاد إجمالي حجم التجارة بين البلدين من خلال 8,78 ٪، من 75390492 € في عام 2008 إلى 82012449 € في عام 2009.
على رأس قائمة من المنتجات المستوردة من مصر في عام 2009، وكان الوقود المعدني (53.67 ٪)، تليها السفن (8.59 ٪) والملح (5.49 ٪)، والخشب (4.13 ٪)، والأسماك واللافقاريات الأخرى ( 3,67 ٪)، الورق (3.10 ٪)، وبقايا الطعام (2.36 ٪) ، مواد بلاستيكية (2.07 ٪)، وقطع كهربائية (1.47 ٪)، والحجر (1.37 ٪)، النسيج (1.29 ٪) ، خضار ونباتات (1.25 ٪) ، ومنتجات خزفية (0.96 ٪)، والحديد والصلب (0.92 ٪).

## الغاز والنفط
وفي 4 سبتمبر 2012 صرحت وزير الخارجية القبرصية إيراتو كوزاكو ماركولي أثناء زيارتها للقاهرة، أن إن بلادها جمدت أرصدة ورؤوس أموال منسوبة لعدد من رموز نظام مبارك، ممن وردت أسماؤهم ضمن «قائمة الـ19»، التي أعلنها الاتحاد الأوروبي، لكنها لم تفصح عن أسماء هؤلاء الأشخاص، أو المبالغ المالية التي تم تجميدها. وأضافت أن السلطات القبرصية على اتصال بنظيرتها المصرية، وبجهاز الكسب غير المشروع، لإعادة الأرصدة المجمدة، ولمعرفة الإجراءات المقبلة. وكانت الوزيرة قد عرضت على مصر عدة اتفاقيات في استثمار الغاز والحقول الواقعة على (خط الوسط) بين البلدين، من أجل تحقيق المصالح المشتركة، وللاستفادة من الموارد المتواجدة في هذه المنطقة.
في 19 نوفمبر 2012، كشف سوتس لياسيدس، سفير قبرص بالقاهرة، أن شركات قبرصية متخصصة في التنقيب عن الغاز الطبيعي، اكتشفت وجود كميات ضخمة من الغاز الطبيعى داخل الحدود البحرية المصرية. وأكد أن الشركات القبرصية بصدد التوصل لاتفاق مع الحكومة المصرية لاستخراج الكنز الجديد من الغاز الطبيعى الذي لم تحدد كميته حتى الآن، لكنها قادرة على جعل مصر في مقدمة الدول المصدرة للغاز الطبيعى على مستوى العالم.

## وصلات خارجية
- وزارة خارجية قبرص: قائمة المعاهدات الثنائية مع مصر
- سفارة مصر في قبرص